# Jordanówka
Jordanówka (ukr. Йорданівка) – wieś na Ukrainie, w rejonie jaworowskim (do 2020 roku w rejonie mościskim) obwodu lwowskiego. Wieś liczy 150 mieszkańców.
W II Rzeczypospolitej do 1934 samodzielna gmina jednostkowa. Następnie należała do zbiorowej wiejskiej gminy Hussaków w powiecie mościskim w woj. lwowskim. Po wojnie wieś weszła w struktury administracyjne Związku Radzieckiego.